# Simuliínos
Simuliínos (Simuliini) é uma tribo de borrachudos (moscas-negras) que inclui um elevado número de espécies, a maioria das quais integrda no género Simulium. Conhecem-se 19 géneros extantes e 3 géneros apenas identificados em material fóssil do Cretáceo.

## Géneros
- Araucnephia Wygodzinsky & Coscarón, 1973
- Araucnephioides Wygodzinsky & Coscarón, 1973
- Austrosimulium Tonnoir, 1925
- Cnephia Enderlein, 1921
- Cnesia Enderlein, 1934
- Cnesiamima Wygodzinsky & Coscarón, 1973
- Crozetia Davies, 1965
- Ectemnia Enderlein, 1930
- Gigantodax Enderlein, 1925
- Greniera Doby & David, 1959
- Lutzsimulium D’Andretta & D’Andretta, 1947
- Metacnephia Crosskey, 1969
- Paracnephia Rubtsov, 1962
- Paraustrosimulium Wygodzinsky & Coscarón, 1962
- Pedrowygomyia Coscarón & Miranda-Esquivel, 1998
- Simulium Latreille, 1802
- Stegopterna Enderlein, 1930
- Sulcicnephia Rubtsov, 1971
- Tlalocomyia Wygodzinsky & Díaz Nájera, 1970

## Géneros fósseis
- Archicnephia Currie & Grimaldi, 2000
- Baisomyia Kalugina, 1991
- Gydarina Kalugina, 1991